# Карабау (Алтынтобинский сельский округ)
Карабау (каз. Қарабау) — село в Казыгуртском районе Туркестанской области Казахстана. Входит в состав Алтынтобинского сельского округа. Находится примерно в 16 км к северо-востоку от районного центра, села Казыгурт. Код КАТО — 514033400.

## Население
В 1999 году население села составляло 264 человека (125 мужчин и 139 женщин). По данным переписи 2009 года, в селе проживали 63 человека (25 мужчин и 38 женщин).